# Bricunte
Bricunte (in greco antico: Βρυκοῦς?) era una della quattro città dell'isola di Scarpanto ai tempi dell'antica Grecia. Dalle iscrizioni trovate, sembra che fosse nella parte più settentrionale dell'isola, nell'attuale capo Bricunte, dove è stata rinvenuta una necropoli e resti di antichi edifici del periodo ellenistico.

## Storia
Secondo quanto risulta da un decreto di Bricunte, sull'isola si svolgevano dei giochi dedicati ad Asclepio, ai quali partecipavano tutte e quattro le città dell'isola. Si ritiene che la città fu abbandonata nel VII secolo a causa delle incursioni musulmane o perché distrutta da un terremoto.
La più nota iscrizione che è stata trovata è dedicata a un decreto relativo ad un medico di Samo, Minocrito di Metrodoro, che aveva esercitato la professione medica a Bricunte per venti anni. Secondo il decreto Minocrito ebbe un riconoscimento con un elogio pubblico e una corona; a lui e ai suoi discendenti fu concesso il diritto di iscriversi al demo di sua scelta, il permesso di partecipare ai riti e alle feste sacre della città e, infine, l'inserimento del decreto firmato in una stele di marmo da mettere nel perimetro del tempio di Poseidone.